# Piotrków Kujawski (stacja kolejowa)
Piotrków Kujawski – stacja kolejowa na magistrali węglowej w Piotrkowie Kujawskim (powiat radziejowski). Na stacji zatrzymują się pociągi pospieszne. 

## Ruch pasażerski
| Rok  | Wymiana pasażerska na dobę |
| ---- | -------------------------- |
| 2017 | 10-19                      |
| 2022 | 20-49                      |

## Historia
W latach 2006–2011 istniała na linii stała oferta pasażerska. Kursowały na niej głównie pociągi osobowe spółki PKP PR w relacji Zduńska Wola – Inowrocław a oprócz tego jedna para pociągów osobowych w relacji Inowrocław – Katowice. Incydentalnie zdarzały się postoje pociągów pospiesznych związanych z objazdami lub pielgrzymkami – pociąg Doker i składy pielgrzymkowe. Pociągi Zduńska Wola – Inowrocław zawieszono w 2008, natomiast Inowrocław – Dąbie nad Nerem w 2011 roku, co wywołało protesty społeczne Na stacji zatrzymywał się także pociąg interREGIO Bursztyn.
Od kwietnia 2015 na stacji zatrzymuje się pociąg TLK spółki PKP InterCity Kujawiak w relacji Piła Główna – Warszawa Wschodnia, w obie strony. 